# Убрать Картера (фильм, 2000)
«Убра́ть Ка́ртера» (англ. Get Carter) — американский кинофильм 2000 года, ремейк одноимённой картины 1971 года с Майклом Кейном в главной роли. Сценарий для фильма написал автор «Американской истории Икс» Дэвид Маккенна, главную роль исполнил Сильвестр Сталлоне, партнёрами которого выступили Микки Рурк и Майкл Кейн.

## Сюжет
Джеку Картеру (С. Сталлоне) приходится проделать длинный путь в свои родные места, после того, как он получает известие о смерти брата. Поняв, что брат его погиб не в результате несчастного случая, Джек начинает своё собственное «расследование».

## В ролях
| Актёр              | Роль           |
| ------------------ | -------------- |
| Сильвестр Сталлоне | Джек Картер    |
| Микки Рурк         | Сайрус Пайс    |
| Миранда Ричардсон  | Глория Картер  |
| Рэйчел Ли Кук      | Дорин Картер   |
| Рона Митра         | Жеральдин      |
| Джонни Стронг      | Эдди           |
| Джон Макгинли      | Кон Маккарти   |
| Алан Камминг       | Джереми Киннер |
| Майкл Кейн         | Клифф Брамби   |
| Джон Кассини       | Торпи          |

## Интересные факты
- В конце фильма Картер убивает Клиффа Брамби, которого играет Майкл Кейн. Это отсылка к фильму «Убрать Картера» (англ. Get Carter, 1971), в котором сам Майкл Кейн исполнил роль Джека Картера. По сюжету фильма, герой Кейна также погибает в конце картины.
- В фильме 2000 года звучит главная музыкальная тема композитора Роя Бадда из оригинального фильма 1971 года.
- В роли одного из участников похоронной церемонии снялся младший брат Сильвестра Сталлоне, Фрэнк.

## Оценки
Сильвестр Сталлоне считал картину самым недооценённым своим фильмом, чему поспособствовала большая ностальгия по отношению к оригиналу.